# Шершень восточный
Восточный шершень, или восточная оса (Vespa orientalis) — один из видов шершней.

## Описание
Крупные общественные осы, длина тела 19—32 мм (самки крупнее, самцы и рабочие мельче). Цвет тела ржаво-красный, с серо-жёлтыми отметинами на лице и различных частях брюшка.
Весной молодые оплодотворённые матки после брачного лёта не возвращаются в материнское гнездо, а перезимовывают в одиночестве в подходящих полостях. Весной они строят своё гнездо в почве или полых стенах или других полостях в зданиях или каменистом субстрате. Гнёзда молодых маток, называемые зародышевыми гнёздами, состоят из одного небольшого сота с 10-20 ячейками, покрытыми сферической двух- или трехслойной оболочкой. Всё сделано из древесной пасты, пережёванной маткой. В большинстве случаев восточные шершни не строят открытых гнезд. Если матка случайно погибнет или её убьют хищники, погибнет и гнездо. После того, как появятся первые рабочие, они постепенно возьмут на себя обязанности, и матка перейдет к оседлому образу жизни, её единственной функцией будет откладывание яиц. Взрослые особи питаются в основном сладкими жидкостями, такими как нектар или мякоть фруктов, но личинки плотоядны, поэтому матка, а позже в основном рабочие охотятся, чтобы прокормить свое потомство. В отличие от европейского обыкновенного шершня, восточные шершни наиболее активны в самое жаркое время дня, поскольку их пигменты могут поглощать солнечные лучи и преобразовывать их в свою собственную энергию. Эти шершни — свирепые хищники других социальных перепончатокрылых, таких как пчёлы или другие осы. Они не так специализированы на личинках пчёл, как японский гигантский шершень (Vespa mandarinia), но убивают множество пчёл и ос, представляя серьёзную угрозу для пчеловодов. Кроме того, если их гнездо потревожено, они будут агрессивно защищать его.
Антенны самцов состоят из 13 сегментов, самок — всегда из 12.
В 2010 году группа израильских и британских учёных доказала, что пигмент ксантоптерин в светлой полосе брюшка насекомых поглощает часть солнечной радиации. Корреляция между активностью копания и способностью кутикулы поглощать часть солнечной радиации означает, что восточный шершень может собирать часть солнечной радиации. Анализ и моделирование показали, что поверхность кутикулы структурирована с пониженным коэффициентом отражения и действуют как дифракционные решетки для улавливания света и увеличения его количества, поглощаемого кутикулой.

## Распространение
Живёт в полусухих субтропиках Азии, также Средняя Азия и южный Казахстан, Закавказье (южная Грузия, южный Азербайджан, южная Армения), на юге Европы, также обитает в Северной Африке и на берегах Аденского залива. Восточный шершень распространен в южной Европе (Италия, Мальта, Албания, Румыния, Греция, Болгария, в северной Африке (Алжир, Эфиопия, Сомали), в Юго-Западной и Центральной Азии (Оман, Кипр), Турция, Ирак, Иран, Афганистан, Пакистан, Индия, Непал, ?Россия (Восточный Кавказ, а в середине 2010-х годов впервые появился в Астрахани), Туркменистан, Узбекистан, Украина, Таджикистан, Кыргызстан, Южный и Юго-Восточный Казахстан, Китай: Синьцзян). Интродуцирован на Мадагаскар, Северную Америку (Мексика) и Южную Америку (Чили).

## Значение
Отлавливая медоносных пчёл, наносят вред пчеловодству.

## Враги
Питание имаго восточного шершня отмечено для Обыкновенного богомола Mantis religiosa L. Ос поедает Золотистая щурка, или пчелоедка. Также на личинках восточного шершня паразитирует наездник-ихневмонида Sphecophaga vesparum (Curtis, 1828).

## Галерея

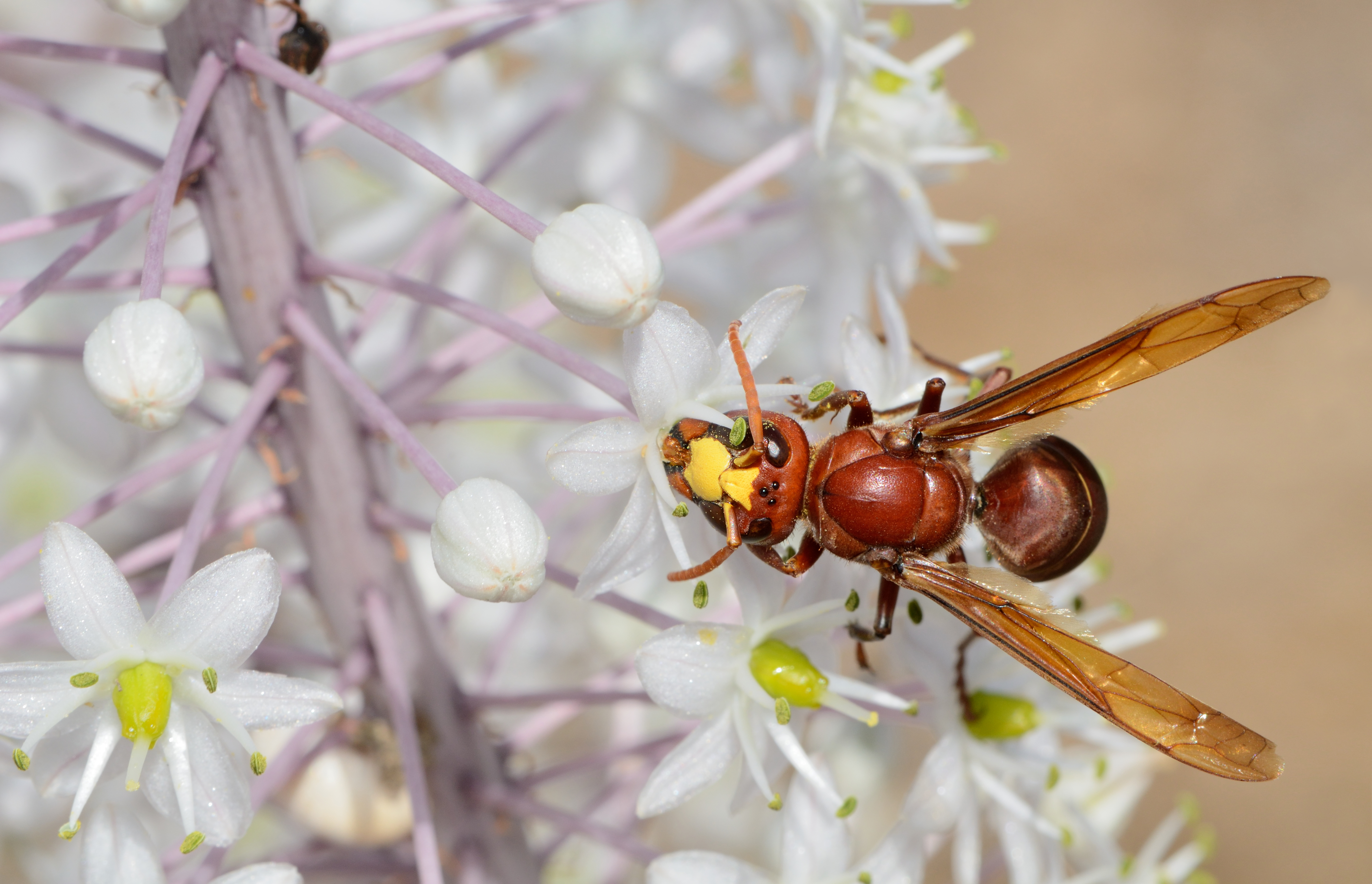
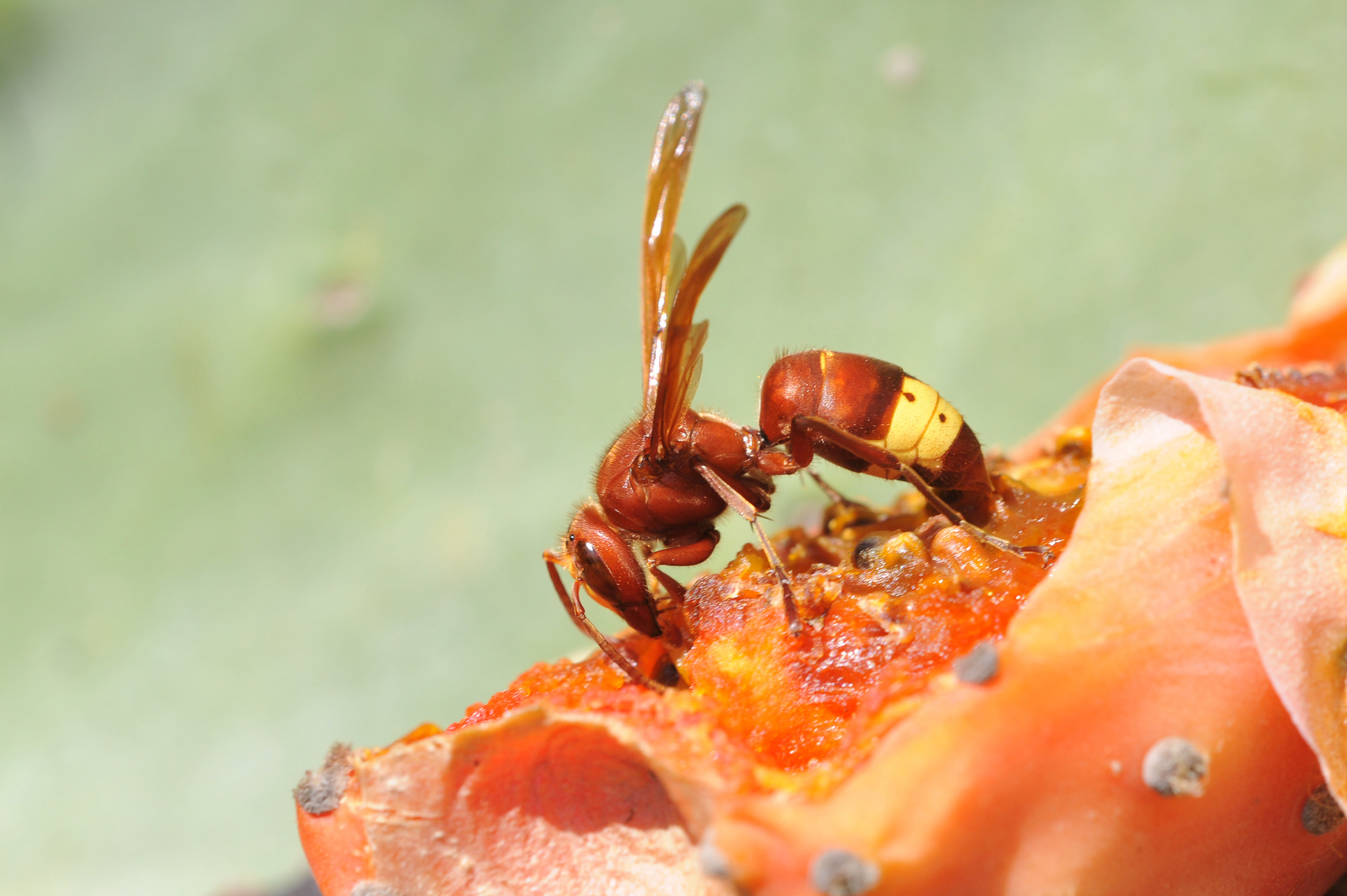
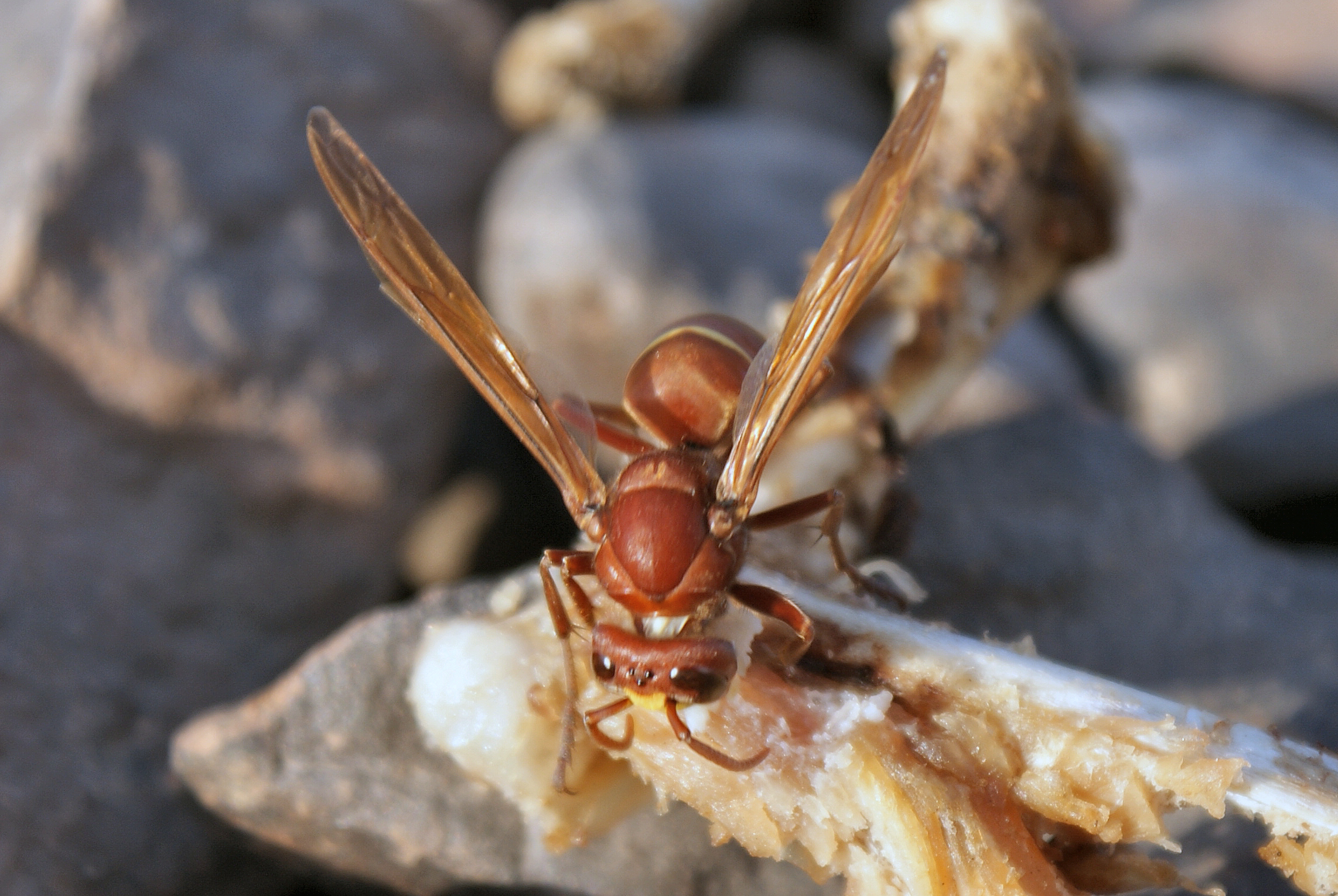
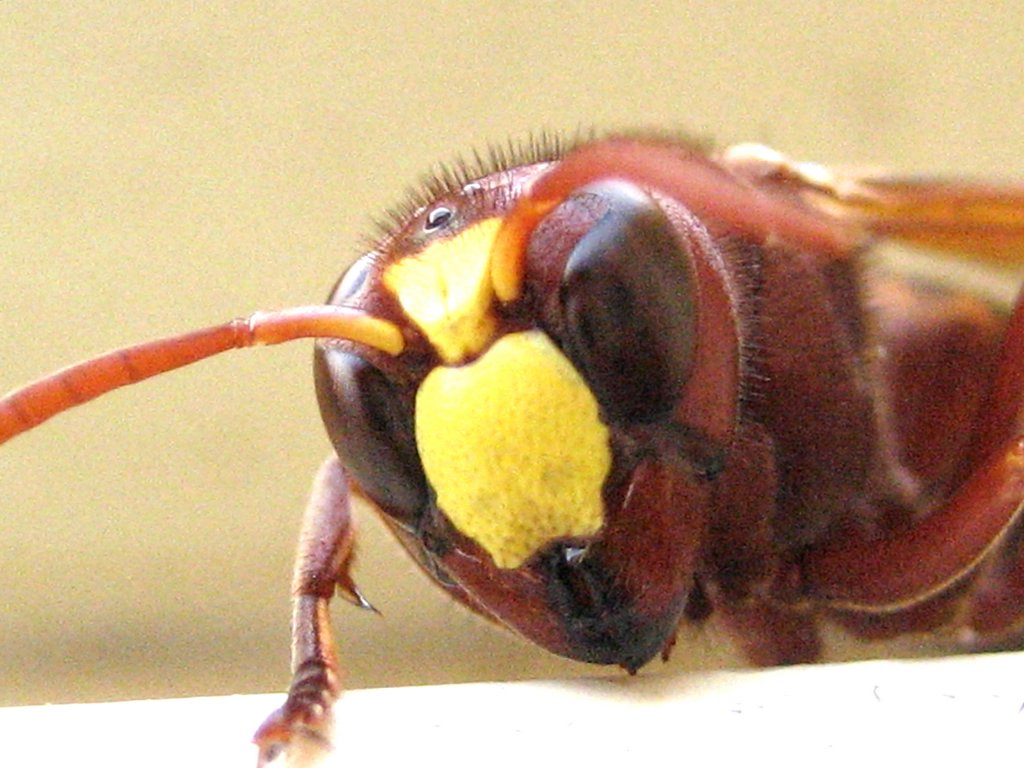
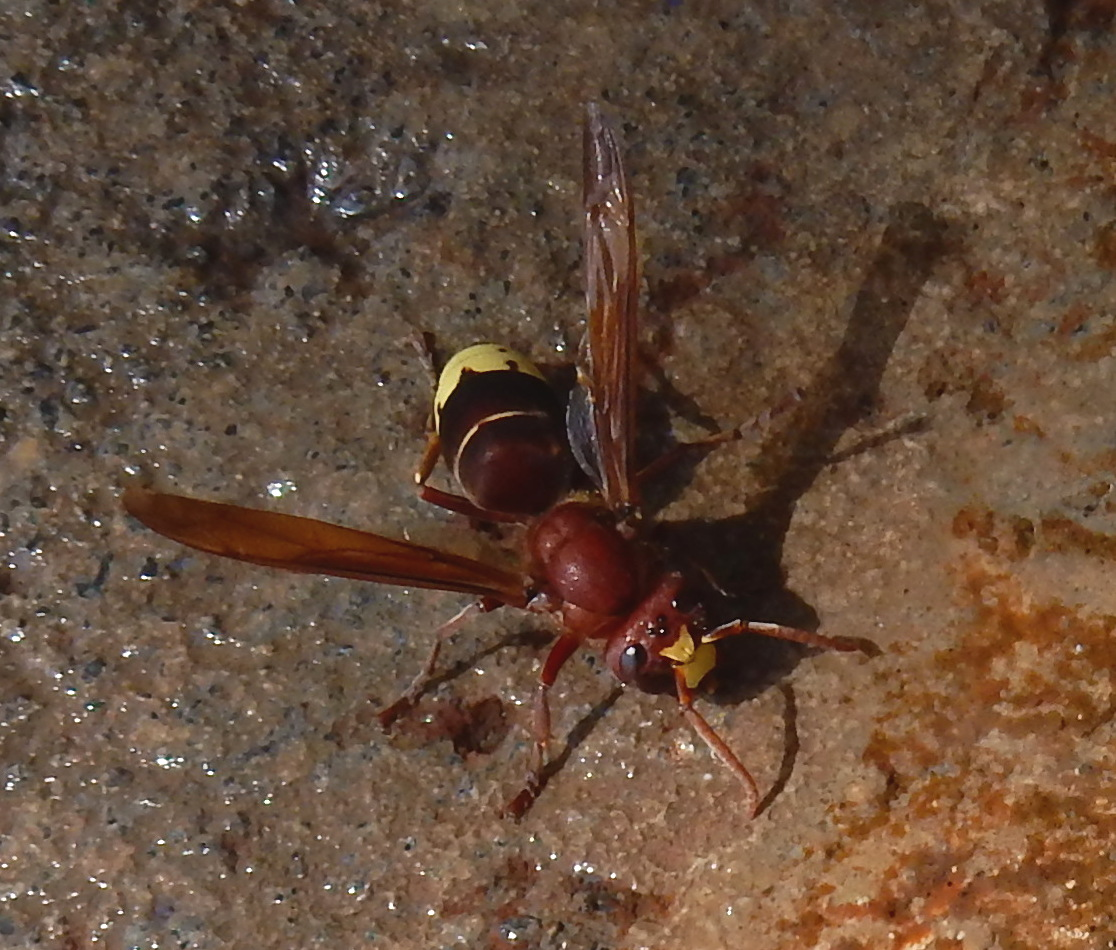